# 黃南雄
黃南雄（1889年—？），越南革命家、政治家，越南国時期曾任部長。

## 生平
黃南雄爲越南北部富壽省錦溪縣葛稠村人，生於成泰元年（1889年）十月。
1950年，黃南雄回到越南，並被任命爲整合國家軍隊的委員會祕書長。1952年至1953年間，擔任歸順與平定部（後改爲招安平定部）部長。:112,121

## 个人生活
黃南雄偏好說漢語，並能說一點法語。

## 著作
- 范秩德編，《五十年海外革命：回憶錄》（Năm Mươi Năm Cách-Mạng Hải-Ngoại: Hồi-Ký），1960年